# 木下学而
木下 学而（きのした がくし、1864年2月6日（元治元年1月10日） - 1941年（昭和16年）7月10日）は、日本の政治家、衆議院議員（1期）。

## 経歴
福岡県出身。漢籍を学ぶ。林業を営み、木材商を経営し、八女郡北川内村(のち北川内町→上陽町、現・八女市)会議員、町村連合会議員、福岡県会議員、地方森林会議員となる。また、南筑馬車鉄道会社重役を務めた。
1903年の第8回衆議院議員総選挙において福岡県郡部から立憲政友会公認で立候補して当選した。衆議院議員を1期務め、1904年の第9回衆議院議員総選挙は不出馬。1941年に死去した。